# Jacob Evans
Jacob Evans, né le 18 juin 1997 à Jacksonville aux États-Unis, est un joueur américain de basket-ball évoluant au poste d'arrière voire de meneur.

## Biographie
Le 6 février 2020, il est envoyé aux Timberwolves du Minnesota.
En novembre 2020, il est envoyé aux Knicks de New York avec Omari Spellman en échange d'Ed Davis. Il est licencié le 9 décembre 2020.

## Records sur une rencontre en NBA
Les records personnels de Jacob Evans sur une rencontre en NBA sont les suivants :
| Type de statistique        | Saison régulière | Saison régulière                  | Saison régulière | Playoffs | Playoffs                  | Playoffs      |
| Type de statistique        | Record           | Adversaire                        | Date             | Record   | Adversaire                | Date          |
| -------------------------- | ---------------- | --------------------------------- | ---------------- | -------- | ------------------------- | ------------- |
| Points                     | 14               | Clippers de Los Angeles           | 24 octobre 2019  | 5        | @ Clippers de Los Angeles | 18 avril 2019 |
| Paniers marqués            | 5                | 2 fois                            | 2 fois           | 2        | @ Clippers de Los Angeles | 18 avril 2019 |
| Paniers tentés             | 14               | @ Jazz de l'Utah                  | 13 décembre 2019 | 3        | Raptors de Toronto        | 5 juin 2019   |
| Paniers à 3 points réussis | 4                | Clippers de Los Angeles           | 24 octobre 2019  | 1        | @ Clippers de Los Angeles | 18 avril 2019 |
| Paniers à 3 points tentés  | 6                | Clippers de Los Angeles           | 24 octobre 2019  | 1        | 2 fois                    | 2 fois        |
| Lancers francs réussis     | 4                | 3 fois                            | 3 fois           | -        | -                         | -             |
| Lancers francs tentés      | 4                | 4 fois                            | 4 fois           | -        | -                         | -             |
| Rebonds offensifs          | 2                | 2 fois                            | 2 fois           | -        | -                         | -             |
| Rebonds défensifs          | 4                | 2 fois                            | 2 fois           | 1        | Trail Blazers de Portland | 14 mai 2019   |
| Rebonds totaux             | 5                | @ Pelicans de La Nouvelle-Orléans | 9 avril 2019     | 1        | Trail Blazers de Portland | 14 mai 2019   |
| Passes décisives           | 4                | 2 fois                            | 2 fois           | 1        | Trail Blazers de Portland | 14 mai 2019   |
| Interceptions              | 3                | @ Pelicans de La Nouvelle-Orléans | 9 avril 2019     | -        | -                         | -             |
| Contres                    | 3                | @ Wizards de Washington           | 3 février 2020   | -        | -                         | -             |
| Balles perdues             | 4                | 2 fois                            | 2 fois           | 1        | 2 fois                    | 2 fois        |
| Minutes jouées             | 37               | @ Pelicans de La Nouvelle-Orléans | 9 avril 2019     | 7        | @ Clippers de Los Angeles | 18 avril 2019 |

- Double-double : 0
- Triple-double : 0

Dernière mise à jour : 15 septembre 2020